# El hombre del brazo de oro
El hombre del brazo de oro es una película estadounidense de 1955, del género drama, basada en la novela homónima de Nelson Algren, producida y dirigida por Otto Preminger y protagonizada por Frank Sinatra, Eleanor Parker, Kim Novak y Darren McGavin en los papeles principales. 
Fue nominada a diferentes categorías del Premio Oscar 1956: Mejor actor (Frank Sinatra), Mejor dirección artística en blanco y negro, y Mejor banda sonora original (Elmer Bernstein). 
Frank Sinatra fue nominado al premio BAFTA 1957 como mejor actor.
Narra la historia de un drogadicto que se desintoxica en prisión, y luego lucha por mantenerse así en el mundo exterior. Aunque la droga nunca se identifica en la película, según el American Film Institute "la mayoría de las fuentes contemporáneas y modernas asumen que es heroína", aunque en el libro en la que se basa es morfina. El estreno fue controvertido por tratar un tema entonces tabú como era el consumo de drogas.
En 2020, fue seleccionada para su preservación en el Registro Nacional de Cine de la Biblioteca del Congreso por ser "cultural, histórica o estéticamente significativa".

## Argumento
Cuenta la historia de un adicto a la heroína (esta sustancia no se menciona explícitamente, y en la novela original se dice que es morfina) que sale limpio de la cárcel para enfrentarse al mundo exterior. 
El protagonista es Frankie Machine (Frank Sinatra), un experto crupier y ex morfinómano que, después de cumplir su condena, sale de la prisión con el firme propósito de ordenar su vida, incluyendo la abstinencia de las drogas y el alejamiento del ambiente de las partidas clandestinas de naipes. Piensa convertirse en un baterista de jazz gracias a una entrevista de trabajo que le consiguió el médico de la prisión, pero su esposa Zosch (Eleanor Parker) le exige que continúe trabajando como crupier. Ella había quedado inválida en un accidente automovilístico causado por Frankie, y él no se siente capaz de rehusar los deseos de su mujer. En realidad, ella finge estar inválida para poder controlar a Frankie.
Frankie sigue con su sueño de convertirse en el baterista de una gran banda de jazz, y en su empeño se reencuentra con un antiguo amor, Molly (Kim Novak). Para presentarse a una audición, le pide a su amigo Sparrow (Arnold Stang) que le consiga un traje. El traje resulta ser robado y Frankie y Sparrow van a prisión. Su antiguo empleador, Schwiefka (Robert Strauss), organizador de partidas clandestinas de póquer, se aprovecha de la situación y le ofrece pagar su fianza si trabaja para él en una gran partida de póquer que está organizando. Al hombre del brazo de oro, como llaman a Frankie en el ambiente, no le queda otra alternativa que aceptar. Después de trabajar noches y días enteros en las partidas de póquer, comienza a sentir nuevamente la ansiedad por consumir heroína, y no se siente seguro de sus habilidades si no está bajo la influencia de las sustancias. Ya fuera de sí, decide atacar y robar a su antiguo proveedor, Louie (Darren McGavin), para conseguir droga, lo que hace, logrando huir. El traficante se recupera del ataque y sale en busca de Frankie para vengarse. En su búsqueda, llega al apartamento de Frankie y por casualidad descubre el engaño de la esposa de éste, Zosch quien, al verse descubierta, en su desesperación lo empuja por las escaleras y Louie cae al vacío y muere. Frankie es acusado de asesinato. Aunque desea enfrentar la acusación ante la policía, no se atreve a hacerlo, debido a que pueden encontrar restos de droga en su cuerpo. Sin embargo, Molly lo ayuda y Frankie se encierra para desintoxicarse. Después de sufrir el llamado mono ("síndrome de abstinencia"), logra superarlo y se propone terminar su relación con su esposa y aclarar su situación frente a la policía. Enfrentada por Frankie y en presencia de la policía que investiga la muerte del traficante Louie, Zosch se arroja al vacío desde un balcón. Frankie y Molly deciden enfrentar juntos el incierto futuro.

## Reparto
- Frank Sinatra - Frankie Machine
- Eleanor Parker - "Zosch" Sophia
- Kim Novak - Molly
- Arnold Stang - Sparrow
- Darren McGavin - Louie Fomorowski
- Robert Strauss - Zero Schwiefka
- John Conte - "Drunky" John
- Doro Merande - Vi
- George E. Stone - Sam Markette
- George Mathews - Williams
- Leonid Kinskey - Dominowski
- Emile Meyer - Detective Bednar